# Aleksandra Karpińska
Aleksandra Alicja Karpińska, coniugata Drzewińska e, successivamente, Sobańska (Poznań, 22 novembre 1983), è un'ex cestista polacca.

## Carriera
Con la Polonia ha disputato due edizioni dei Campionati europei (2005 2009).